# 聶凌峰
聶凌峰（Andreas Hannes Ling Fung Nägelein，1981年10月5日—），出生於香港，香港及德國混血兒，香港職業足球員，司職防守中場，亦可串演中堅，現時是自由身球員。
曾經有中國傳媒音譯聶凌峰為安迪·内格雷恩，惟其香港身份證上的官方漢字姓名是聶凌峰，深圳紅鑽亦使用此姓名。

## 球會生涯
聶凌峰在香港出生，於1歲隨父母移居德國定居，在紐倫堡長大，後來加盟了紐倫堡青年軍效力了9年。不過職業生涯長期效力於德國低級別足球聯賽球隊，例如施韋因富特05、福伊赫特、埃姆登踢球者和瓦克爾布格豪森。2009年夏季，聶凌峰首次離開德國發展，轉會至塞浦路斯聯賽球隊彼特西里亞，並且在賽季冬季轉會中與球隊解約。2010年初，聶凌峰来到中超球會山東魯能接受測試，但是被批評為不懂踢球，很快就被放棄。隨後他前往深圳紅鑽接受測試，於同年2月12日加盟，當年表現大獲好評，一度引起了香港球壇的注意，希望他能夠代表香港足球代表隊參加國際賽。由於聂凌峰生於香港，他父親為德國人，故此他可以選擇代表香港或者德國，對於代表香港出賽，聶凌峰表示假如香港足球總會徵召他，他持開放態度。
2011年初，缺乏防守球員的新帥菲利普杜斯亞將之前被放棄的聶凌峰召回視作中後衛使用，在此位置上聶凌峰表現不佳。聶凌峰離開深圳紅鑽後，曾經到青島中能接受測試，但是不獲得留用，最後加盟香港甲組足球聯賽球會標準流浪，惟於上陣兩場後嚴重受傷，離隊飛赴德國紐倫堡接受手術及康復治療。2013年3月11日，聶凌峰到勞資審裁處向香港流浪足球會有限公司追討其前往德國接受手術及康復治療時，所乘搭飛機的票價。惟聶凌峰經審裁官審理後，最終決定撤銷向流浪的追討。此前，流浪已按勞工法例向聶凌峰支清薪酬。 2013年7月6日，聶凌峰與中甲球會貴州智誠簽約，及後並於同月20日的第17輪中甲上陣，以正選為貴州智誠擔任防守中場。2013年8月4日，聶凌峰取得加盟後首個入球，協助貴州智誠主場以3–0贏延邊長白虎。後來由於外援前鋒受傷，聶凌峰被臨時推上鋒線，意外收得奇效，再次取得關鍵入球將貴州智誠帶出降級區。2014年，聶凌峰轉投中甲球會湖南湘濤。2015年1月，聶凌峰與湖南湘濤約滿離隊。
2015年1月26日，東方於社交網站宣佈聶凌峰加盟，港腳聶凌峰早前於對阿根廷的表現賽中表現出色，簽約一季半將穿上88號球衣。提早部署來季出戰亞協盃。2015年4月26日，足總盃準決賽，東方聶凌峰86分鐘後上快射得手，助球隊以1–0絕殺南華。聶凌峰也取得回流香港首個入球。2015–16球季初，聶凌峰隨港隊備戰作客中國的世盃外期間意外傷膝，由於康復進展緩慢，早前已向球會提出返回德國治療，暫未知何時歸隊。2016年2月18日，菁英盃8強，東方以3–2險勝冠忠南區，以小組首名殺入菁英盃4強。14分鐘，聶凌峰衝前補中為東方先開紀錄。聶凌峰也射入了在2015–16球季的首個入球。他在2016年夏天離開東方。

## 國際賽生涯
2013年8月2日，聶凌峰首次獲得香港足球代表隊徵召，備戰同年9月兩場國際足球友誼賽，惟最終因腳傷未完全康復沒有入選決選名單。其後於2013年10月再次入選香港足球代表隊，備戰2014亞洲盃外圍賽。2013年10月15日，聶凌峰首次為香港上陣，在香港大球場舉行的2015年亞洲盃外圍賽面對阿聯酋。雖然香港隊以0–4敗陣，不過聶凌峰表現落力，於中場攻守兼備，教練金判坤也對他盛讚有加。

## 球場以外
聶凌峰的母親姓陳，但是他的姓是聶，那是根據他父親的德文姓Nägelein的音譯。他的名凌峰則是跟他的外祖父名一樣。聶凌峰於18歲時在紐倫堡攻讀工商管理期間，認識了其女朋友。當聶凌峰居住在深圳效力時，其女朋友居住在聶凌峰姨姨在香港的居所。聶凌峰能夠講德語和英語，雖然其母親是香港人，但是他對香港粵語一竅不通。其姨姨現時正在教授他，而効力於深圳红钻時的前隊友吉亞哥亦曾經教授他普通話。

## 外部連結
- 香港足球總會球員註冊資料